# Go, Dog. Go!
Go, Dog. Go! é um livro infantil escrito por P. D. Eastman e publicado em 1961. Tendo a série Go, Dog. Go!, da Netflix, sido baseado nele.

## Recepção
Na Common Sense Media, dá o livro em 5 estrelas, e o aviso: "Vá, novos leitores. Vai!."